# Тилово
Тилово (пол. Tyłowo) — село в Польщі, у гміні Крокова Пуцького повіту Поморського воєводства.
Населення — 189 осіб (2011).
У 1975—1998 роках село належало до Гданського воєводства.

## Демографія
Демографічна структура станом на 31 березня 2011 року:
|          | Загалом | Допрацездатний вік | Працездатний вік | Постпрацездатний вік |
| -------- | ------- | ------------------ | ---------------- | -------------------- |
| Чоловіки | 95      | 16                 | 68               | 11                   |
| Жінки    | 94      | 21                 | 50               | 23                   |
| Разом    | 189     | 37                 | 118              | 34                   |